# Antoine-Nicolas-François Bonjean
Pour les articles homonymes, voir Bonjean.
Antoine-Nicolas-François Bonjean est un ingénieur français né à Paris le 16 avril 1778, où il est mort le 27 octobre 1845,.
Ingénieur constructeur de vaisseaux, il arrive à Alexandrie avec Jean-Pierre-Séraphin Vincent (1779-1818) le 3 février 1801 à bord de la frégate La Justice ou L'Égyptienne, qui ont toutes deux forcé le blocus. Il prend aussitôt rang dans la Commission des sciences et des arts.